# Жаба на Бломберг
Жабите на Бломберг (Rhaebo blombergi) са вид земноводни от семейство Крастави жаби (Bufonidae).
Срещат се в ограничен район по тихоокеанското крайбрежие на Колумбия и Еквадор.
Таксонът е описан за пръв път от американския зоолог Джордж Майърс през 1951 година.